# 401
401 (CDI) var ett normalår som började en tisdag i den julianska kalendern.

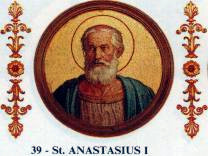
Påven Anastasius I avlider.

## Händelser

### December
- 22 december – Sedan Anastasius I har avlidit tre dagar tidigare väljs Innocentius I till påve.

### Okänt datum
- Innocentius kungör sin universella makt över hela kristenheten.
- Arcadius skickar många gåvor till hunnerhövdingen Uldin som tack för att han har besegrat goterna under Gainas. Arcadius allierar sig sedan med hunnerna.
- Visigoterna börjar anfalla nordligaste delen av Italien och ställer till med förstörelse på landsbygden.
- Den romerske generalen Stilicho inleder ett omfattande fälttåg mot vandalerna i Rhaetia.
- Mahabharata slutförs.
- Kumarajiva anländer till Chang’an.

## Födda
- Theodosius II, östromersk kejsare.
- Aelia Eudocia, kejsarinna, gift med Theodosius II.
- Leo I, östromersk kejsare.

## Avlidna
- 19 december – Anastasius I, påve sedan 399.